# Târgu Mureș
Târgu Mureș (madžarsko Marosvásárhely, nemško Neumarkt am Mieresch, zastarelo slovensko Moriški Novi trg) je sedež okrožja Mureș na severnoosrednjem delu Romunije. To je 16. največje romunsko mesto s 134.290 prebivalci po popisu leta 2011. 

## Ime in etimologija
Sedanje romunsko ime mesta Târgu Mureș je enako kot madžarsko Marosvásárhely in pomeni trg ob Mureșu (maros = reka). târg pomeni trg v romunščini, vásárhely pomeni tržnica v madžarščini. Madžarski Marosvásárhely včasih lokalno skrajšajo v Vásárhely.
Prvi znani zapis imena mesta je delo jezuita Martinusza Szentivanya Dissertatio Paralipomenonica Rerum Memorabilium Hungariae, napisano leta 1699, v katerem sta zapisani ime Asserculis z navedbo v latinščini Asserculis, hoc est Szekely Vasarhely, kar pomeni "Asserculis, tukaj je Szekely Vasarhely" in leto 1230. Drugo njegovo delo, Curiesiera et Selectiera Variarum Scienetiomm Miscellanea iz leta 1702, omenja isto ime.
Druga pisna omemba mesta je v papeškem registru v latinščini kot Novum Forum Siculorum leta 1332 in kasneje kot Sekulvasarhel (sodobno madžarsko Székelyvásárhely), kar pomeni "novi trg Székelys", leta 1349. Grški trgovci so ga imenovali Agropolis. 
Leta 1616 je Gabriel Bethlen dal ime Marosvásárhely novozgrajenemu svobodnemu cesarskemu mestu.  Romunsko ime za mesto Oșorhei je bilo fonetsko izpeljano iz besede Vásárhely, medtem ko je nemško ime za mesto Neumarkt am Mieresch (skrajšano tudi v Neumarkt ali Marktstadt v transilvanski saščini, Nai Mark ali Nai Muark), lahko prevedemo kot Novi trg. 
Druga zgodovinska romunska imena za mesto so bila Mureș-Oșorhei in Tîrgu Mureșului in zgodovinska madžarska imena Újszékelyvásár in Újvásár.
Po prvi svetovni vojni je Marosvásárhely postal del Romunije in je bil preimenovan v Oșorheiu. Ime Târgu Mureș je postalo pogosto v medvojnem obdobju. Po drugi svetovni vojni je bilo črkovanje imena mesta spremenjeno v Tîrgu Mureș po reformi črkovanja iz leta 1953. Druga pravopisna reforma leta 1993 je nadomestila črko î z â v mnogih besedah in ime mesta je od takrat uradno napisano Târgu Mureș.

## Zgodovina
Prvič se omenja v začetku 14. stoletja kot trg za živino in žito, ki so ga grški trgovci imenovali Agropolis. V 15. stoletju je bilo v mestu 30 cehovskih združenj. Nekaj časa je v mestu živel tudi matematik Farkas Bolyai (1775–1856.).
Kjer je trdnjavska cerkev, je do vdora mongolske vojske stala dominikanska cerkev, takrat pa je bila uničena. Na tem mestu so okoli leta 1332 frančiškani začeli graditi novo gotsko cerkev , ki je bila končana leta 1446. Od leta 1439 je bilo mesto prizorišče  36 sej transilvanskega parlamenta. Leta 1405 je cesar Sigismund Luksemburški podelil mestu pravice do organizacije sejmov. Leta 1470 je kralj Matija Korvin prvič podelil prvič sodni privilegij in leta 1482 razglasil mesto za kraljevo naselje . Leta 1492 je István Báthory obdal samostan z obzidjem. Leta 1506 so Seklerji premagali vojaške enote  Pála Tomorija za plačilo izrednega davka, ki jim je bil naložen ob rojstvu ogrskega kralja Ludvika II. Leta 1557 je bila kot najstarejša ogrska šola Transilvanije ustanovljena reformirana cerkvena akademija (tj. prezbiterijanstvo). Leta 1571 je zasedanje transilvanskega parlamenta pod princem Ivanom II. Sigismundom Zapoljem sprejelo svobodno pridiganje božje besede, vključno z uniatsko cerkvijo. Leta 1600/01 se je zaradi obleganja Giorgia Baste trdnjava spremenila v ruševine . Leta 1602 so konjeniki Gergelya Németha požgali preostale hiše v mestu, zato se je leta 1602 začela obnova trdnjave po nasvetu župana Tamaša Borsosa, a je bila dejansko zgrajena med letoma 1614 in 1653. Mózes Székely edini knez Seklerjev je obiskal mesto leta 1603, ko je osvobodil Transilvanijo.
Leta 1616 je mesto dobilo naslov svobodnega cesarskega mesta z imenom Maros-Vásárhely, ki mu ga je podelil princ (fejedelem) Gábor Bethlen. Leta 1658 sta turška in tatarska vojska vdrli v mesto in ga požgala, 3000 ljudi je bilo odpeljanih v ujetništvo. Leta 1661, ko nihče ni pokazal pripravljenosti, da postane knez, je bil pod turškim pritiskom Mihály Apafi izvoljen za kneza Transilvanije. Leta 1662 je zaradi malomarnosti tujih turških vojakov mesto skoraj popolnoma zgorelo. Leta 1687 so ga opustošili nemški cesarski vojaki. Leta 1704 so kruci, vojska Pála Kaszása, zasedli utrdbo, ki jo je leta 1706 ponovno zasedla avstrijska vojska pod vodstvom Lőrinca Pekryja. 5. aprila 1707 je bil Ferenc II. Rákóczi ustoličen za kneza. Leta 1707 je mesto prizadela kuga z več kot 3500 smrtnimi žrtvami. Črna smrt je ponovno razsajala leta 1709, 1719 in 1738/39.
Mesto je precej spodbudilo svoje družbeno in gospodarsko življenje, ko je leta 1754 postalo sedež Vrhovnega sodišča kneževine Transilvanije. Leta 1802 je bila za javnost odprta javna knjižnica s 40.000 knjigami, ki jo je ustanovil grof Sámuel Teleki. 
Avram Iancu, vodja romunske revolucije leta 1848 v Transilvaniji, je bil mlad odvetnik v mestu Marosvásárhely, preden se je lotil boja za pravice Romov, ki živijo v Transilvaniji. 4. novembra 1848 je avstrijska cesarska vojska pod obzidjem premagala sile Seklerjev, mesto pa je bilo zajeto. 13. januarja 1849 so ga vojaki majorja Tolnaya ponovno prevzeli. 30. julija 1849 sta Sándor Petőfi in Bem odšla od tukaj v bitko pri Segesvárju (danes Sighișoara).
Leta 1854 so bili zaradi rovarjenja proti avstrijski vladi na Postarétu ubiti seklerski mučeniki Károly Horváth, János Török in Mihály Gálfi. Od leta 1874 spomenik označuje ta kraj. Leta 1861 je Marosvásárhely postal sedež Marosszéaka, leta 1876 pa je nastalo okrožje Maros-Torda. Leta 1880 je bil na trgu Roses v središču mesta postavljen kip Józefu Bemu; leta 1893 tudi Lajosu Kossuthu. Kip Rákócziju je bil postavljen leta 1907. Vsi trije so bili porušeni po prvi svetovni vojni med letoma 1919 in 1923, ko je Transilvanija postala del Romunije.
Pokrajinski videz mesta se je v poznem 19. stoletju in začetku 20. stoletja močno spremenil. Leta 1913 je bil v sklopu urbanistične obnove župana Bernádyja Györgyja odprt madžarski kompleks v slogu art nouveauja in zgrajena Kulturna palača. Po prvi svetovni vojni je skupaj s preostalo Transilvanijo Marosvásáshely postal del Romunije in bil preimenovan v Oșorheiu. Romunsko prebivalstvo je začelo naraščati.
Od leta 1940 do leta 1944 je bilo kot posledica druge dunajske odškodnine mesto dodeljeno nazaj Madžarski. Ko je Madžarsko leta 1944 zasedla Nemčija, je bil v mestu ustanovljen judovski geto. Oșorheiu je bil ponovno pod romunsko upravo ob koncu vojne oktobra 1944. 12. novembra 1944 je general Sovjetske rdeče armade Vladislav Petrovič Vinogradov se romunska oblast v severni Transilvanije zaradi pokolov pod vodstvom Iulia Mania ni smela vrniti do 6. marca 1945, ko je Petru Groza oblikoval vlado. 
Po drugi svetovni vojni je komunistična uprava Romunije vodila politiko množične industrializacije, ki je v celoti preoblikovala skupnost. Med letoma 1950 in 1968 je bila središče madžarske avtonomne pokrajine, kasneje imenovane  Mureș – madžarska avtonomna regija. 7. septembra 1959 sta mesto obiskala Gheorghe Gheorghiu-Dej, generalni sekretar romunske delavske stranke, in predsednik vlade Chivu Stoica. Potem so se odločili, kje graditi obrat za proizvodnjo gnojil in nove stanovanjske zgradbe mesta. Odločeno je bilo, naj se stanovanjske četrti ne bi gradile v dolini Mureș, ampak na okoliških gričih.
Marca 1990, kmalu po tem, ko je romunska revolucija leta 1989 odstavila komunistični režim, je bilo mesto prizorišče nasilnih spopadov med etničnima skupinama Madžarov in Romunov.
Lokalno gospodarstvo se je začelo močneje razvijati, ko so se različni vlagatelji nastanili na tem območju.

## Geografija
Mesto leži v dolini reke Mureș. Razprostira se od trdnjavske cerkve v središču mesta, zgrajene v 14. stoletju, na površini 49,3 km². Mesto je tudi v središču zgodovinskega območja Transilvanije. Leži na stičišču treh geografskih območij Transilvanije (Transilvanske planote, doline reke Mureș in doline Niraj) na nadmorski višini 330 m. Mesto se razteza na oba bregova reke Mureș, vendar pa središče mesta in večji del okrožij leži na levem bregu. Plato Cornești (madžarsko Somos- plateau) je najvišja točka mesta (465 m), koordinate: 46°33′11″N 24°35′54″E / 46.5531°N 24.5984°E)
Târgu Mureș je 337 kilometrov oddaljen od Bukarešte, 480 km od Beograda, 515 kilometrov od Budimpešte, 598 kilometrov od Sofije. Obkrožajo ga te občine: Sângeorgiu de Mureș, Livezeni, Sântana de Mureș, Sâncraiu de Mureș, Corunca, Cristești in Ceuașu de Câmpie. Dve vasi, Mureșeni (Meggyesfalva) in Remetea (Remeteszeg), upravlja mesto
Târgu Mureș ima celinsko podnebje, ki ga zaznamujejo topla suha poletja in sorazmerno hladne zime. Zimske temperature so pogosto pod 0 °C. Letno je v povprečju 38 dni sneg in več kot 60 dni sneg pokriva tla. Poleti je povprečna temperatura med 18 °C in 19 °C (povprečje za junij, julij in avgust), čeprav temperatura včasih doseže 36 °C. V povprečju je 143 dni s padavinami, najpogosteje v decembru, najmanj pa v avgustu, septembru in oktobru. Povprečna letna temperatura Târgu Mureșa je 8,6 °C. Najnižja temperatura je bila v leta 1942 in 1963 –32,8 °C. Najvišja temperatura, 39 °C, je bila leta 1936.

## Demografija
Po podatkih iz popisa prebivalstva v letu 2011 ima Târgu Mureș 134.290 prebivalcev, kar je toliko kot ob popisu leta 2002. 
Po popisnih podatkih iz leta 2002 je mesto imelo 149.577 prebivalcev. Med njimi je 69.825 Madžarov, ki so v Romuniji največja mestna madžarska skupnost, kar presega Cluj-Napoca. Popis iz leta 2002 je bil prvi, ki je pokazal Madžare kot lokalno manjšino. Mesto je uradno dvojezično, romunski in madžarski jezik sta uradna jezika in se uporabljata za javna označevanja, v izobraževanju, sodstvu in javni upravi. V mestu je 2,51 % Romov, kar je precej manj kot 6,96 % v okrožju Mureș.

## Znamenitosti

### Kraji čaščenja
Trdnjavska cerkev je najstarejša cerkev v mestu. Po zgodovinskih dokazih je minilo manj kot stoletje po prvem prihodu frančiškanskega reda v Transilvanijo, ogrskem kraljestvu, ko so frančiškanski redovniki prišli v Vásárhely. Gradnja cerkve je trajala celo stoletje, od sredine 14. stoletja do sredine 15. stoletja, sestavljali pa so jo samostanska stavba, starejša kapela, cerkev in stolp. Cerkev je bila dokončana med letoma 1400 in 1450. Prvotno je bila okrašena s freskami, saj so bile najdene sledi stenskih slik. Skoraj vse slike so izginile, ker je cerkev leta 1557 postala last protestantskih vernikov. 
Na obstoj frančiškanskega reda v Vásárhelyu je neposredno vplivala verska reforma, ki se je v 16. stoletju razširila v Transilvaniji. Leta 1557 je bil vpliv protestantske cerkve na Madžare v mestu tako močan, da je sčasoma povzročil zaplembo katoliških samostanov. Frančiškanski menihi, ki so bili do tedaj v trdnjavski cerkvi, so bili prisiljeni zapustiti mesto. Vrnili so se po skoraj dveh stoletjih, ko je politično ozračje postalo ugodno za katolicizem zaradi prihoda Habsburžanov v Transilvanijo. Zemljo so kupili v središču mesta, kjer so do leta 1777 zgradili novo cerkev in samostan. Stolp, edini del, ki še vedno stoji, je na cerkveno fasado leta 1802 dodal arhitekt János Topler. Leta 1971 se je občina odločila za rušenje samostana, da bi pridobila potreben prostor za gradnjo narodnega gledališča in trga pred njim. Za frančiškane na ulici Libertății je bila zgrajena nova cerkev.
V začetku 18. stoletja je bila v mestu zgrajena ena najveličastnejših baročnih cerkev v Transilvaniji. Cerkev svetega Janeza Krstnika je bila postavljena v severovzhodnem delu mestnega jedra in pripada rimskokatoliški župniji. Notranjost cerkve je luksuzna z liturgijskimi predmeti, ki so resnična umetniška dela. Glavni oltar, ki sta ga leta 1755 izdelala Anton Schuchbauer in Johannes Nachtigal, ima spomeniške razsežnosti in psevdoarhitekturno strukturo. Slike oltarjev v stranskih kapelah: sveti Ladislav I., sveti Jožef, sveti Janez Nepomuk, sveti Križ pripadajo Michaelu Angeluo Unterbergerju. Vitražna okna, ki jih je izdelala družba Türke iz Grottaua, so bila nameščena leta 1898.
Velika sinagoga je bila zgrajena med letoma 1899 in 1900 na pobudo judovske skupnosti Status Quo, ki velja za eno najlepših sinagog avstro-ogrskega cesarstva. Oblikovanje stavbe je delo Jacoba Gartnerja z Dunaja, gradbena dela pa je vodil Madžar Pál Soós. Celotno stavbo obvladuje osrednja kupola. Vsaka stran srednjega stolpa je okrašena s cvetno rozeto, podobno tisti na fasadi. Ta vrsta okna se večkrat uporablja tudi na stranskih fasadah. Ogromna notranjost je bogato okrašena z oblikami in barvo. Sinagoga ima v pritličju 314 sedežev in 238 v zgornjem nadstropju. Najnovejše obsežno ponovno preoblikovanje stavbe je bilo leta 2000, ko so bile okrepljene stene, notranja dekoracija pa ponovno narejena.
Uniatstvo v mestu je povezano z imenom Ferenca Dávida, njegovega ustanovitelja in prvega škofa. Politične okoliščine v Transilvaniji so postale ugodne za delovanje Ferenca Dávida, saj je zbor Turde med letoma 1557 in 1568 odobril svobodo vere vsem veram v Transilvaniji. Uniatstvo je postalo religio-recepta skupaj z vsemi drugimi protestantskimi verami. Kralj Ivan Sigismund Zapolja je postal uniat. Cerkev je bila zgrajena med letoma 1929 in 1930 poleg stare uniatske molitvene hiše iz leta 1869.
- Evangeličanska cerkev
- Protestantska cerkev na ulici Liberty
- Sinagoga Status Quo
- Transilvansko letališče

### Druge zanimivosti
Prva trdnjava v mestu je bila postavljena leta 1492 pod upravo transilvanskega vojvode  Štefana Báthoryja. Ta prva utrdba je bila uničena leta 1601 med branjenjem  Mihaela Hrabrega po napadu pod vodstvom Giorgia Baste. Dograjena je bila nekje med letoma 1602 in 1652 pod sodnikom Tamásom Borsosom. Citadela ima tloris peterokotnika, obkroženega z obrambnim zidom s petimi bastijoni od sedmih, ki so jih zgradili cehi, ki so uporabili material za gradnjo opečnih zidakov. Imenujejo se po cehih, ki so jih vzdrževali: usnjarji, krojači, mesarji, kovači, sodarji. Bastijoni imajo tri ali štiri nadstropja, ki so povezana z lesenimi stopnicami. Ko so jo prevzeli avstrijski vojaki, je postala sedež vojaškega garnizona.
Ob dnevih Târgu Mureșa so v utrdbi razne prireditve. Tu je tudi muzejski center, ki predstavlja zgodovino mesta in citadele.
Teleki-Bolyaieva knjižnica je zgodovinska javna knjižnica in aktualni muzej v mestu. Eno najbogatejših transilvanskih zbirk kulturnih artefaktov je ustanovil madžarski grof Sámuel Teleki leta 1802, ko je bila Transilvanija del habsburške monarhije, od takrat pa je bila odprta za javnost. Bila je med prvimi tovrstnimi ustanovami v deželi. V njej je več kot 200.000 knjig, od katerih so mnoge redke in so obsežna znanstvena podatkovna zbirka. Knjige so razdeljene na več manjših knjižnic, od katerih sta dve glavni donaciji: izvirna Telekijeva knjižnica in Bolyaieva knjižnica z 80.000 knjigami; preostanek sestavljajo številne zasebne knjižnice, ki so jih v preteklosti imele verske šole in frančiškanski samostan. Na splošno je to zbirko najbolj tradicionalnih vrst transilvanskih knjig.
Stara mestna hiša je bila zgrajena leta 1906 in 1907 po načrtih Komorja Marcela in Jakaba Dezsa. Najveličastnejša sta vhodni koridor in stopnišče, ki vodi do prvega nadstropja. Rebrasti zvezdni oboki so bili navdahnjeni z gotsko arhitekturo. Oboki so podprti s stebri s kompozitnimi kapiteli, sklepnik pa je velika cvetlična oblika z napravo za osvetljevanje. Oboki so pobarvani s spiralnimi vegetacijskimi motivi. Elementi prednje dvorane imajo kamnito klop z nogami, oblikovanimi kot živali, in s krilatimi ročaji. Njena školjka in zlati hrbet imata ščit, obrobljen z dvema volutama na zgornji strani. Značilnost monumentalnega stopnišča, ki vodi do prvega nadstropja, je zgornja stran ograje, ki spominja na naslonjeno žival ali val. Zunanja dekoracija je preprostejša in temelji na madžarsko-seklerskih ljudskih motivih iz barvne keramike. Na fasadi prevladujejo okna z velikimi odprtinami. Tri polkrožna okna na sredini fasade so v častni dvorani, ki ima dvojno višino glede na druge prostore. V dvoranah so obarvana stekla, ki prikazujejo Gáborja Bethlena, Ferenca II. Rákóczija, Lajosa Kossuto, Ferenca Deáka in Franca Jožefa I.
Kulturna palača je izjemna stavba v središču mesta. Zgrajena je bila na pobudo, ki jo je dal župan mesta György Bernády. Gradbena dela so se začela spomladi leta 1911. Pomeni začetek madžarskega art nouveauja. Tloris je nepravilen pravokotnik z izboklinami ob straneh in na krakih. Stavba ima pet nadstropij: visoko pritličje, mezanin in tri nadstropja, ki se razlikujejo po različnih vrstah gradbenega materiala. Za fasado je značilna dvodimenzionalnost in enosmeren pravokotni slog, ki ima le nekaj krivih elementov. Glavni vhod je sredi fasade na Enescovi ulici in je sestavljen iz štirih velikih vrat, zaščitenih z arhitekturnim elementom iz stekla in železnim okvirjem. Ta element in vrata so okrašeni z železnimi cvetličnimi motivi, ki so značilni za zgodnji slog 20. stoletja. Zunanjost je bogato okrašena z barvnimi mozaičnimi ploščami, osvobajajočimi prizori in doprsnimi kipi Madžarov. Mozaik na glavni fasadi je alegorija iz madžarske folklore.

## Pobratena mesta
Târgu Mureș je pobraten z mesti:
| - Chișinău - Ilmenau - Baja - Kecskemét - Szeged | - Újbuda - Zalaegerszeg - Güzelçamlı - East Renfrewshire - Bournemouth |